# Borasseae
Borasseae és una tribu de plantes amb flor de la família Arecaceae.

## Taxonomia
- Subtribu: Hyphaeninae
  - Bismarckia
  - Hyphaene
  - Medemia
  - Satranala[1]
- Subtribu: Lataniinae
  - Borassodendron
  - Borassus
  - Latania
  - Lodoicea